# Quỹ đạo nghiệm số
Trong lý thuyết điều khiển và lý thuyết ổn định, phân tích quỹ đạo nghiệm số là một phương pháp đồ họa để kiểm tra cách thức các nghiệm của một hệ thống thay đổi với các biến thiên của một tham số hệ thống xác định, thường là một độ lợi trong một hệ thống hồi tiếp. Đây là kỹ thuật được sử dụng như mộttiêu chuẩn ổn định trong cáchệ thống điều khiển được phát triển bởi Walter R. Evans, có thể xác định được sự ổn định của hệ thống.Quỹ đạo nghiệm số sẽ vẽ các cực của hàm truyền vòng kín trongmặt phẳng phức S như là một hàm của tham số độ lợi (xem biểu đồ cực-zero).

## Sử dụng

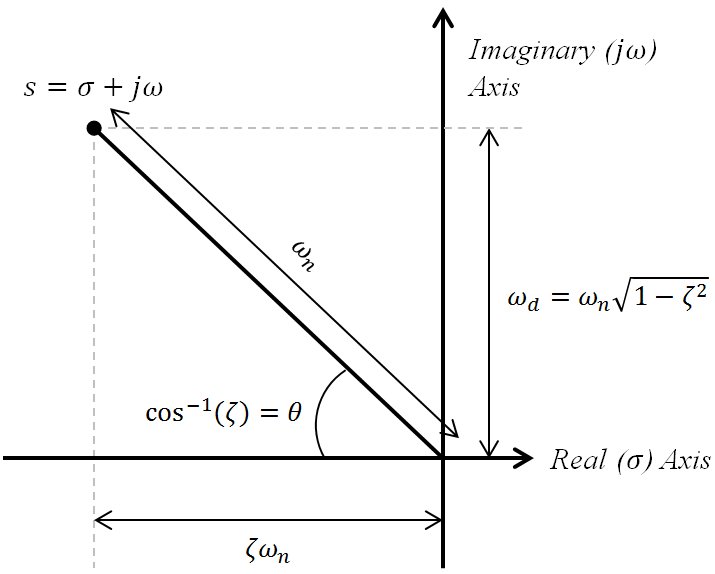
Ảnh hưởng của vị trí cực lên tần số riêng và hệ số suy giảm của một hệ bậc hai.

Ngoài việc xác định sự ổn định của hệ thống, quỹ đạo nghiệm số có thể được sử dụng để thiết kế hệ số suy giảm (ζ) và tần số riêng (ωn) của một hệ thống phản hồi. Các đường thẳng của hệ số suy giảm không đổi có thể được vẽ xuyên qua gốc tọa độ và các đường thẳng tần số riêng không đổi có thể được vẽ như vòng cung có tâm trùng với gốc tọa độ. Bằng cách chọn một điểm dọc theo quỹ đạo nghiệm số trùng với một hệ số suy giảm và tần số riêng mong muốn, một độ lợi K có thể được tính toán và thực hiện trong bộ điều khiển. Các kỹ thuật ngày càng phức tạp của thiết kế bộ điều khiển sử dụng quỹ đạo nghiệm số xuất hiện trong hầu hết các sách giáo khoa về điều khiển: ví dụ, các bộ điều khiển PI, PD và PID sớm, trễ pha có thể được thiết kế xấp xỉ với kỹ thuật này.
Định nghĩa của hệ số suy giảm và tần số riêng giả định rằng hệ phản hồi toàn phần cũng được xấp xỉ bởi một hệ bậc hai; tức là hệ thống có một cặp cực chi phối. Điều này thường là không thực tế, vì vậy cần phải mô phỏng thiết kế cuối cùng để kiểm tra xem các mục tiêu của dự án có thỏa mãn hay không.

## Ví dụ

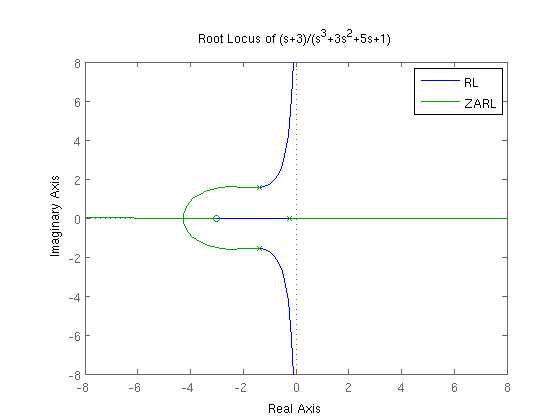
RL = root locus: quỹ đạo nghiệm số; ZARL = zero angle root locus:góc zero quỹ đạo nghiệm số

Giả sử rằng có một hệ hồi tiếp trong đó đầu vào là tín hiệu X(s) và đầu ra là Y(s). Độ lợi của đường tiến hệ thống phản hồi là G(s); độ lợi của đường hồi tiếp là H(s).
Đối với hệ thống này, hàm truyền tổng quát có dạng[1]
{\displaystyle T(s)={\frac {Y(s)}{X(s)}}={\frac {G(s)}{1+G(s)H(s)}}}
Do đó các cực vòng kín (nghiệm của các phương trình đặc tính) của hàm truyền là các đáp án của phương trình 1 + G(s)H(s) = 0. Đặc điểm cơ bản của phương trình này là các nghiệm sẽ được tìm thấy bất kể khi nào G(s)H(s) = -1.
Trong các hệ thống không có độ trễ thuần túy, tích G(s)H(s) = -1 là một hàm đa thức hữu tỉ và có thể biểu diễn dưới dạng
{\displaystyle G(s)H(s)={\frac {K(s+z_{1})(s+z_{2})\cdots (s+z_{m})}{(s+p_{1})(s+p_{2})\cdots (s+p_{m+n})}}}
trong đó −zi là m zero, −pi là m + n cực, và K độ lợi vô hướng. Thông thường biểu đồ quỹ đạo nghiệm số sẽ chỉ thị vị trí các cực của hàm truyền đối với các giá trị biến đổi của K.  Biểu đồ quỹ đạo nghiệm số sẽ là tất cả các điểm nằm trong mặt phẳng s trong đó G(s)H(s) = -1 đối với bất kỳ giá trị nào của K.
Việc phân tích thành thừa số của K và việc sử dụng các đơn thức đơn giản nghĩa là việc đánh giá đa thức hữu tỉ này có thể được thực hiện với các kỹ thuật vector mà thêm hoặc trừ các góc và nhân hoặc chia biên độ. Việc thành lập vector xuất phát từ sự thật rằng mỗi đơn thức trong thừa số G(s)H(s), lấy ví dụ (s−a), biểu diễn vector từ a tới s. Đa thức này có thể được đánh giá bằng cách xem xét biên độ và góc của mỗi vector này.  Theo toán học vector, góc của kết quả này là tổng của tất cả các góc trong tử số trừ đi tổng của tất cả các góc trong mẫu số. Tương tự như vậy, biên độ của kết quả là tích của tất cả các biên độ trong tử số chia cho tích của tất cả các biên độ ở mẫu số. Nó chỉ ra rằng việc tính biên độ là không cần thiết vì K luôn biến đổi; một trong những giá trị của nó có thể dẫn đến một nghiệm. Vì vậy, để kiểm tra xem một điểm trong mặt phẳng slà trên quỹ đạo nghiệm số hay không, chỉ cần xem xét các tất cả các cực và zero của vòng hở. Một phương pháp đồ họa sử dụng một thước đo đặc biệt gọi là "Spirule" đã từng được sử dụng để xác định góc và vẽ quỹ đạo nghiệm số.
Từ hàm T(s), ta có thể thấy rằng giá trị của K không ảnh hưởng tới vị trí của các zero. Quỹ đạo nghiệm số chỉ đưa ra vị trí của các cực vòng kín khi độ lợi K bị thay đổi. Các zero của hệ thống không dịch chuyển.
Sử dụng một vài quí tắc cơ bản, phương pháp quỹ đạo nghiệm số có thể vẻ toàn bộ hình dạng của đường (quỹ đạo) đi ngang qua bởi các nghiệm khi giá trị của K thay đổi. Biểu đồ của quỹ đạo nghiệm số đưa ra một ý tưởng về độ ổn định và các đặc tính động học của hệ thống phản hồi này đối với các giá trị khác nhau của K.

## Vẽ biểu đồ quỹ đạo nghiệm số
- Đánh dấu các cực và zero vòng hở
- Đánh dấu thực trục phần bên trái của một số lẻ các cực và zero
- Tìm các đường tiệm cận

Cho P là số cực và Z số zero:
{\displaystyle P-Z={\text{number of asymptotes}}\,} (số các đường tiệm cận)
Các đường tiệm cận cắt trục thực tại {\displaystyle \alpha } (còn được gọi là trọng tâm) và đi ra từ góc {\displaystyle \phi } cho bởi:
{\displaystyle \phi _{l}={\frac {180^{\circ }+(l-1)360^{\circ }}{P-Z}},l=1,2,\ldots ,P-Z}
{\displaystyle \alpha ={\frac {\sum _{P}-\sum _{Z}}{P-Z}}}
trong đó {\displaystyle \sum _{P}} là tổng tất cả các vị trí của các cực, và {\displaystyle \sum _{Z}} là tổng tất cả các vị trí của các zero hiện (rõ ràng). 
- Điều kiện pha tại điểm kiểm tra để tìm góc khởi hành
- Tính toán các điểm ly khai/đưa vào

Các điểm ly khai được đặt tại nghiệm của phương trình sau:
{\displaystyle {\frac {dG(s)H(s)}{ds}}=0{\text{ or }}{\frac {d{\overline {GH}}(z)}{dz}}=0}
Khi bạn tìm nghiệm của z, các nghiệm thực sẽ cho bạn các điểm ly khai/tái hợp. Các nghiệm phức tương ứng với việc thiếu điểm ly khai/tái hợp.

## mặt phẳng zvà mặt phẳng s
Phương pháp quỹ đạo nghiệm số cũng có thể được sử dụng cho việc phân tích các hệ thống dữ liệu lấy mẫu bằng cách tính toán quỹ đạo nghiệm số trong mặt phẳng z, phiên bản rời rạc của mặt phẳng s. Phương trình z = esT ánh xạ các cực mặt phẳng-s liên tục (không phải zero) vào miền z, trong đó T là chu kỳ lấy mẫu. Mặt phẳng ổn định, bên trái ánh xạ vào bên trong vòng tròn đơn vị của mặt phẳng z, với gốc của mặt phẳng s tương đương với |z| = 1 (bởi vì e0 = 1). Một đường chéo suy giảm liên tục trong mặt phẳng s ánh xạ xung quanh một vòng xoáy từ (1,0) trong mặt phẳng z khi nó uốn cong về phía gốc tọa độ. Cũng lưu ý là tiêu chuẩn nhiễu loạn Nyquist được biểu diễn bằng đồ thị trong mặt phẳng z bởi trục x, trong đó ωnT = π. Đường thẳng độ suy giảm liên tục chỉ được biểu diễn theo đường xoắn óc trong vô hạn nhưng trong các hệ thống dữ liệu lấy mẫu, quy đổi theo tần số được giảm xuống các tần số thấp hơn bằng bởi các bội số tích phân của tần số Nyquist. Do đó, đáp ứng lấy mẫu ở một tần số thấp hơn và độ suy giảm tốt hơn cũng như từ nghiệm trong mặt phẳng Z ánh xạ với vòng lặp đầu tiên của đường cong xoắn ốc khác suy giảm tốt hơn của độ suy giảm liên tục. Nhiều tính chất đồ thị thú vị và có liên quan khác có thể được mô tả, đặc biệt là các bộ điều khiển trong mặt phẳng Z, có thuộc tính mà có thể được thực hiện trực tiếp từ các hàm truyền trên mặt phẳng z (tỉ số zero/cực của các đa thức), có thể được tưởng tượng trên một biểu đồ thuộc mặt phẳng z của hàm truyền vòng hở, và phân tích tức thì sử dụng quỹ đạo nghiệm số.
Do quỹ đạo nghiệm số là một kỹ thuật góc đồ họa, các quy luật của quỹ đạo nghiệm số cũng có tác dụng tương tự trong các mặt phẳng z và mặt phẳng s.
Ý tưởng về quỹ đạo nghiệm số có thể được áp dụng trong rất nhiều hệ thống trong đó có một thông số K thay đổi. Ví dụ, rất hữu ích để quét bất kỳ tham số hệ thống mà giá trị chính xác là rất khó xác định hành vi.